# Persone di nome Franco
| Questa pagina contiene informazioni ricavate automaticamente dalle voci biografiche con l'ausilio del template Bio e di un bot. L'aggiornamento è periodico e automatico e ricostruisce completamente la pagina. Se manca una persona in questa lista, sei pregato di non aggiungerla, ma accertati piuttosto che la sua voce biografica contenga il template Bio e che i dati anagrafici siano correttamente compilati. Se il template Bio manca, inseriscilo tu stesso o, in alternativa, metti l'avviso {{tmp\|Bio}} che ne segnala la mancanza. Se i dati riportati sono sbagliati, correggi direttamente la voce biografica; le modifiche saranno visibili in questa lista entro pochi giorni. Per chiarimenti vedi il progetto antroponimi. La lista contiene solo le 1.040 persone che sono citate nell'enciclopedia e per le quali è stato implementato correttamente il template Bio. Pagina aggiornata al 6 ago 2025. |

Questa è una lista di persone presenti nell'enciclopedia che hanno il nome Franco, suddivise per attività principale.

## Agronomi(1)
- Franco Scaramuzzi, agronomo italiano (Ferrara, n. 1926 - Firenze, † 2020)

## Allenatori di calcio(26)
- Franco Bergamaschi, allenatore di calcio e ex calciatore italiano (Verona, n. 1951)
- Franco Cerilli, allenatore di calcio e ex calciatore italiano (Chioggia, n. 1953)
- Franco Cittadino, allenatore di calcio e ex calciatore italiano (Catanzaro, n. 1948)
- Franco Fabbri, allenatore di calcio e ex calciatore italiano (Ferrara, n. 1958)
- Franco Florio, allenatore di calcio e ex calciatore italiano (Cosenza, n. 1976)
- Franco Foda, allenatore di calcio e ex calciatore tedesco (Magonza, n. 1966)
- Franco Fontana, allenatore di calcio e ex calciatore italiano (Bertonico, n. 1945)
- Franco Frasi, allenatore di calcio e calciatore italiano (Roma, n. 1928 - Verona, † 2009)
- Franco Gabrieli, allenatore di calcio e ex calciatore italiano (Roma, n. 1962)
- Franco Grillone, allenatore di calcio e calciatore italiano (Grosseto, n. 1925 - Pisa, † 2007)
- Franco Lerda, allenatore di calcio e ex calciatore italiano (Fossano, n. 1967)
- Franco Marini, allenatore di calcio e ex calciatore italiano (Cormons, n. 1940)
- Alessandro Marzio, allenatore di calcio e ex calciatore italiano (Cittiglio, n. 1972)
- Franco Paleari, allenatore di calcio e ex calciatore italiano (Nerviano, n. 1955)
- Franco Pavoni, allenatore di calcio e ex calciatore italiano (Ascoli Piceno, n. 1942)
- Franco Pedroni, allenatore di calcio e calciatore italiano (Somma Lombardo, n. 1926 - Gallarate, † 2001)
- Franco Pezzato, allenatore di calcio e ex calciatore italiano (Mira, n. 1947)
- Franco Pezzullo, allenatore di calcio e ex calciatore italiano (Roma, n. 1940)
- Franco Rondanini, allenatore di calcio e ex calciatore italiano (Busto Garolfo, n. 1936)
- Franco Salvadè, allenatore di calcio e ex calciatore italiano (Varese, n. 1960)
- Franco Salvatori, allenatore di calcio italiano (Lodi)
- Franco Semioli, allenatore di calcio e ex calciatore italiano (Cirié, n. 1980)
- Franco Sosa, allenatore di calcio e ex calciatore argentino (Monteros, n. 1981)
- Franco Tancredi, allenatore di calcio e ex calciatore italiano (Giulianova, n. 1955)
- Franco Turchetta, allenatore di calcio e ex calciatore italiano (Latina, n. 1961)
- Franco Varrella, allenatore di calcio e ex calciatore italiano (Rimini, n. 1953)

## Allenatori di hockey su ghiaccio(1)
- Franco Vellar, allenatore di hockey su ghiaccio e ex hockeista su ghiaccio italiano (Asiago, n. 1966)

## Allenatori di pallacanestro(4)
- Franco Casalini, allenatore di pallacanestro italiano (Milano, n. 1952 - Milano, † 2022)
- Franco Ciani, allenatore di pallacanestro italiano (Udine, n. 1961)
- Franco Gramenzi, allenatore di pallacanestro italiano (Teramo, n. 1963)
- Franco Novarina, allenatore di pallacanestro e avvocato italiano (Vercelli, n. 1948)

## Allenatori di pallavolo(2)
- Franco Anderlini, allenatore di pallavolo italiano (Modena, n. 1921 - Prato, † 1984)
- Franco Bertoli, allenatore di pallavolo, dirigente sportivo e ex pallavolista italiano (Udine, n. 1959)

## Allenatori di tennis(2)
- Franco Davín, allenatore di tennis e ex tennista argentino (Pehuajó, n. 1970)
- Franco Squillari, allenatore di tennis e ex tennista argentino (Buenos Aires, n. 1975)

## Alpinisti(1)
- Franco Gadotti, alpinista italiano (Trento, n. 1955 - Pale di San Martino, † 1976)

## Ammiragli(1)
- Franco Garofalo, ammiraglio italiano (Roma, n. 1898 - Roma, † 1970)

## Anarchici(2)
- Franco Leggio, anarchico italiano (Ragusa, n. 1921 - Ragusa, † 2006)
- Franco Serantini, anarchico italiano (Cagliari, n. 1951 - Pisa, † 1972)

## Antifascisti(3)
- Franco Caiola, antifascista e anarchico italiano (Paterno, n. 1888 - Paterno, † 1965)
- Franco Diena, antifascista e partigiano italiano (Torino, n. 1925 - Pancalieri, † 1944)
- Franco Momigliano, antifascista, partigiano e economista italiano (Torino, n. 1916 - Milano, † 1988)

## Antropologi(1)
- Franco La Cecla, antropologo italiano (Palermo, n. 1950)

## Arbitri di calcio(1)
- Franco Giuseppe Tonolini, ex arbitro di calcio italiano (Lendinara, n. 1942)

## Architetti(12)
- Franco Albini, architetto, urbanista e designer italiano (Robbiate, n. 1905 - Milano, † 1977)
- Franco Bircher, architetto svizzero (Berna, n. 1925 - Sorengo, † 2005)
- Franco Bonaiuti, architetto italiano (Fiesole, n. 1920 - Fiesole, † 2007)
- Franco Carpanelli, architetto italiano (Livorno, n. 1923 - Parma, † 2023)
- Franco Crugnola, architetto, artista e designer italiano (Tradate, n. 1965)
- Franco Laner, architetto italiano (Cortina d'Ampezzo, n. 1941)
- Franco Maccagnone, architetto italiano (Palermo, n. 1807 - Genova, † 1857)
- Franco Minissi, architetto italiano (Viterbo, n. 1919 - Bracciano, † 1996)
- Franco Oliva, architetto e incisore italiano (Alghero, n. 1885 - La Spezia, † 1952)
- Franco Ponti, architetto svizzero (Bellinzona, n. 1921 - Lugano, † 1984)
- Franco Purini, architetto e saggista italiano (Isola del Liri, n. 1941)
- Franco Zagari, architetto italiano (Roma, n. 1945 - Roma, † 2023)

## Arcivescovi cattolici(4)
- Franco Coppola, arcivescovo cattolico italiano (Maglie, n. 1957)
- Franco Costa, arcivescovo cattolico italiano (Genova, n. 1904 - Genova, † 1977)
- Franco Festorazzi, arcivescovo cattolico italiano (Perledo, n. 1928 - Como, † 2021)
- Franco Moscone, arcivescovo cattolico italiano (Alba, n. 1957)

## Artisti(6)
- Franco Bellucci, artista italiano (Livorno, n. 1945 - Livorno, † 2020)
- Franko B, artista italiano (Milano, n. 1960)
- Franco Ferrai, artista italiano (Gairo, n. 1910 - Roma, † 1986)
- Franco Scepi, artista e regista italiano (Lucera, n. 1941)
- Franco Summa, artista e architetto italiano (Pescara, n. 1938 - Pescara, † 2020)
- Franco Vaccari, artista e fotografo italiano (Modena, n. 1936)

## Astrofisici(1)
- Franco Pacini, astrofisico italiano (Firenze, n. 1939 - Firenze, † 2012)

## Astronauti(1)
- Franco Malerba, ex astronauta, militare e politico italiano (Busalla, n. 1946)

## Astronomi(1)
- Franco Mallia, astronomo italiano (n. 1961)

## Attivisti(4)
- Franco Berardi, attivista e saggista italiano (Bologna, n. 1949)
- Franco La Torre, attivista e ambientalista italiano (Palermo, n. 1956)
- Franco Morpurgo, attivista italiano (Trieste, n. 1943 - Bologna, † 2006)
- Franco Piperno, attivista e saggista italiano (Catanzaro, n. 1943 - Cosenza, † 2025)

## Attori(50)
- Franco Abbina, attore italiano (Roma, n. 1934)
- Franco Acampora, attore italiano (Napoli, n. 1944)
- Franco Agostini, attore e doppiatore italiano (Genova, n. 1940)
- Franco Andrei, attore italiano (Carrara, n. 1925 - Roma, † 2012)
- Franco Angrisano, attore italiano (Potenza, n. 1926 - Salerno, † 1996)
- Franco Balducci, attore italiano (Bettona, n. 1922 - Bettona, † 2001)
- Franco Barbero, attore italiano (Asti, n. 1944)
- Franco Becci, attore italiano (Roma, n. 1888 - Roma, † 1951)
- Franco Brambilla, attore italiano (Roma, n. 1922 - † 1942)
- Franco Branciaroli, attore e regista teatrale italiano (Milano, n. 1947)
- Franco Cappelli, attore italiano (n. 1908)
- Franco Castellani, attore italiano (Roma, n. 1915 - Roma, † 1983)
- Franco Castellano, attore italiano (San Vito al Tagliamento, n. 1957)
- Franco Citti, attore italiano (Roma, n. 1935 - Fiumicino, † 2016)
- Franco Cobianchi, attore e sceneggiatore italiano (Ferrara, n. 1923 - Roma, † 1970)
- Franco Coop, attore italiano (Napoli, n. 1891 - Roma, † 1962)
- Franco Corsaro, attore italiano (Catania, n. 1900 - Los Angeles, † 1982)
- Franco Dani, attore e cantante italiano (Roma, n. 1946)
- Franco De Rosa, attore italiano (Viareggio, n. 1944)
- Franco Di Francescantonio, attore e scenografo italiano (Roma, n. 1952 - Firenze, † 2005)
- Franco Di Trocchio, attore italiano (n. 1948)
- Franco Diogene, attore italiano (Catania, n. 1947 - Genova, † 2005)
- Franco Fabrizi, attore italiano (Cortemaggiore, n. 1916 - Cortemaggiore, † 1995)
- Franco Fantasia, attore italiano (Rodi, n. 1924 - Roma, † 2002)
- Franco Garofalo, attore italiano (Napoli, n. 1946 - Roma, † 2019)
- Franco Giacobini, attore e regista teatrale italiano (Roma, n. 1926 - Roma, † 2015)
- Franco Giornelli, attore italiano (Perugia, n. 1931)
- Franco Graziosi, attore italiano (Macerata, n. 1929 - Roma, † 2021)
- Franco Interlenghi, attore italiano (Roma, n. 1931 - Roma, † 2015)
- Franco Jamonte, attore italiano (Messina, n. 1913 - Albano Laziale, † 2003)
- Franco Javarone, attore e pittore italiano (Napoli, n. 1943)
- Franco Lantieri, attore italiano (Catania, n. 1928 - Milano, † 1991)
- Franco Mannella, attore, doppiatore e regista teatrale italiano (San Giovanni Teatino, n. 1963)
- Franco Mari, attore e comico italiano (Milano, n. 1942)
- Franco Melidoni, attore italiano (Napoli, n. 1946)
- Franco Merli, attore italiano (Roma, n. 1956 - Roma, † 2025)
- Franco Meroni, attore, regista teatrale e produttore teatrale italiano (Lecco)
- Franco Mescolini, attore italiano (Cesena, n. 1944 - Cesena, † 2017)
- Franco Molè, attore, commediografo e regista italiano (Terni, n. 1939 - † 2006)
- Franco Odoardi, attore e doppiatore italiano (Firenze, n. 1932 - Roma, † 2000)
- Franco Parenti, attore, direttore artistico e autore televisivo italiano (Milano, n. 1921 - Milano, † 1989)
- Franco Pastorino, attore italiano (Milano, n. 1933 - Milano, † 1959)
- Franco Pistoni, attore, regista teatrale e poeta italiano (Rieti, n. 1956)
- Franco Pucci, attore italiano (Roma, n. 1920 - Roma, † 2007)
- Franco Scandurra, attore italiano (Milano, n. 1911 - Bologna, † 2003)
- Franco Schirato, attore e direttore del doppiaggio italiano (Padova, n. 1893 - Velletri, † 1971)
- Franco Silva, attore italiano (Genova, n. 1920 - Livorno, † 1995)
- Franco Sportelli, attore italiano (Napoli, n. 1908 - Torino, † 1970)
- Franco Trevisi, attore italiano (Carpi, n. 1945)
- Franco Volpi, attore italiano (Milano, n. 1921 - Roma, † 1997)

## Attori pornografici(1)
- Franco Trentalance, ex attore pornografico italiano (Bologna, n. 1967)

## Attori teatrali(2)
- Franco Jesurun, attore teatrale italiano (Trieste, n. 1939 - Trieste, † 2010)
- Franco Sangermano, attore teatrale italiano (Milano, n. 1939)

## Aviatori(2)
- Franco Cappa, aviatore e militare italiano (Bovolone, n. 1916 - Mar Mediterraneo, † 1941)
- Franco Ferretti di Castelferretto, aviatore e politico italiano (Parma, n. 1900 - Torino, † 1952)

## Avvocati(4)
- Franco Balli, avvocato e giurista italiano (n. 1944 - † 2003)
- Franco Brenni, avvocato, notaio e ambasciatore svizzero (Bellinzona, n. 1897 - Zurigo, † 1963)
- Franco Coppi, avvocato e giurista italiano (Tripoli, n. 1938)
- Franco Franchi, avvocato e politico italiano (Scansano, n. 1928 - Vicenza, † 2004)

## Banchieri(1)
- Franco Bernabè, banchiere, dirigente d'azienda e dirigente pubblico italiano (Vipiteno, n. 1948)

## Baritoni(4)
- Franco Bordoni, baritono italiano (Bologna, n. 1932 - Casalecchio di Reno, † 2020)
- Franco Giovine, baritono italiano
- Franco Sioli, baritono e pianista italiano (Legnano, n. 1955 - Vergiate, † 2021)
- Franco Vassallo, baritono italiano (Milano, n. 1969)

## Bassi(3)
- Franco Calabrese, basso italiano (Palermo, n. 1923 - Lucca, † 1992)
- Franco Federici, basso italiano (Parma, n. 1938 - Parma, † 2013)
- Franco Ventriglia, basso statunitense (Fairfield, n. 1922 - Wallingford, † 2012)

## Batteristi(3)
- Franco Caforio, batterista e produttore discografico italiano (Riccione, n. 1962)
- Franco Del Prete, batterista e paroliere italiano (Frattamaggiore, n. 1943 - Napoli, † 2020)
- Franco Mondini, batterista e giornalista italiano (Torino, n. 1935 - Torino, † 2019)

## Biologi(1)
- Franco Tassi, biologo, entomologo e scrittore italiano (Roma, n. 1938)

## Bobbisti(3)
- Franco Dompè, bobbista italiano
- Franco Perruquet, bobbista italiano (n. 1950)
- Franco Zaninetta, bobbista italiano

## Botanici(1)
- Franco Pedrotti, botanico, cartografo e ecologo italiano (Trento, n. 1934)

## Cabarettisti(1)
- Franco Oppini, cabarettista, attore e cantante italiano (Quistello, n. 1950)

## Canoisti(2)
- Franco Benedini, ex canoista italiano (Cremona, n. 1978)
- Franco Lizzio, ex canoista italiano (Latina, n. 1963)

## Canottieri(6)
- Franco Berra, ex canottiere italiano (Magenta, n. 1972)
- Franco De Pedrina, ex canottiere italiano (Cino, n. 1941)
- Franco Faggi, canottiere italiano (Perledo, n. 1926 - Mandello del Lario, † 2016)
- Franco Sancassani, canottiere italiano (Lecco, n. 1974)
- Franco Trincavelli, canottiere italiano (Abbadia Lariana, n. 1935 - Abbadia Lariana, † 1983)
- Franco Zucchi, ex canottiere italiano (Lecco, n. 1965)

## Cantanti(12)
- Franco Andolfo, cantante e compositore italiano (Este, n. 1938 - Vienna, † 2012)
- Franco Bastelli, cantante italiano (Bologna, n. 1940)
- Franco Bolignari, cantante italiano (Roma, n. 1929 - Roma, † 2020)
- Franco Capaldo, cantante italiano (Napoli, n. 1901 - Napoli, † 1978)
- Don Franco, cantante e compositore italiano (Avellino, n. 1945 - Parigi, † 1990)
- Franco Franchi, cantante e paroliere italiano (Genova, n. 1929 - Sesto Calende, † 1998)
- Franco Jadanza, cantante italiano (Padova, n. 1946)
- Jordan, cantante italiano (Chieti, n. 1948)
- Franco Serafini, cantante, tastierista e compositore italiano (Oleggio, n. 1958)
- Franco Tortora, cantante italiano (Roma, n. 1953)
- Franco Tozzi, cantante italiano (Rodi Garganico, n. 1944 - Cuneo, † 2024)
- Franco Trincale, cantante e cantastorie italiano (Militello in Val di Catania, n. 1935)

## Cantautori(6)
- Franco Battiato, cantautore, compositore e regista italiano (Ionia, n. 1945 - Milo, † 2021)
- Kocis, cantautore italiano (Cellino San Marco, n. 1947)
- Franco De Vita, cantautore venezuelano (Caracas, n. 1954)
- Franco Fanigliulo, cantautore italiano (La Spezia, n. 1944 - La Spezia, † 1989)
- Franco Ricciardi, cantautore e attore italiano (Napoli, n. 1966)
- Franco Simone, cantautore e autore televisivo italiano (Acquarica del Capo, n. 1949)

## Ceramisti(1)
- Franco Marzilli, ceramista, scultore e pittore italiano (Roma, n. 1934 - Poggio Mirteto, † 2010)

## Cestisti(12)
- Franco Arrigoni, cestista italiano (Bergamo, n. 1947 - † 2024)
- Franco Balbi, cestista argentino (Junín, n. 1989)
- Franco Baralle, cestista argentino (Córdoba, n. 1999)
- Franco Binotto, ex cestista e allenatore di pallacanestro italiano (Montebelluna, n. 1970)
- Franco Boselli, ex cestista italiano (Milano, n. 1958)
- Franco Facchinetti, ex cestista e allenatore di pallacanestro svizzero (n. 1967)
- Franco Ferroni, ex cestista italiano (Rimini, n. 1972)
- Franco Flamini, cestista, allenatore di pallacanestro e giornalista italiano (Foligno, n. 1925 - Padova, † 2014)
- Franco Giorgetti, cestista argentino (Resistencia, n. 1992)
- Franco Marquicias, cestista filippino (n. 1905 - Navotas, † 1982)
- Franco Meneghel, ex cestista italiano (Grado, n. 1949)
- Franco Migliori, cestista argentino (San Francisco, n. 1982)

## Chirurghi(2)
- Franco Mosca, chirurgo e filantropo italiano (Biella, n. 1942 - Pisa, † 2020)
- Franco Soave, chirurgo italiano (Meta, n. 1917 - Genova, † 1984)

## Chitarristi(4)
- Franco Cerri, chitarrista italiano (Milano, n. 1926 - Milano, † 2021)
- Franco Giaffreda, chitarrista, cantante e compositore italiano (Lecco, n. 1970)
- Franco Mussida, chitarrista, compositore e cantautore italiano (Milano, n. 1947)
- Slep, chitarrista, compositore e produttore discografico italiano (Alessandria, n. 1960)

## Ciclisti su strada(18)
- Franco Aureggi, ciclista su strada italiano (Carimate, n. 1928 - Carimate, † 2004)
- Franco Ballerini, ciclista su strada e dirigente sportivo italiano (Firenze, n. 1964 - Pistoia, † 2010)
- Franco Balmamion, ex ciclista su strada italiano (Nole, n. 1940)
- Franco Bitossi, ex ciclista su strada e ciclocrossista italiano (Carmignano, n. 1940)
- Franco Bodrero, ciclista su strada italiano (Torino, n. 1943 - Collegno, † 1970)
- Franco Chioccioli, ex ciclista su strada e dirigente sportivo italiano (Castelfranco di Sopra, n. 1959)
- Franco Conti, ex ciclista su strada italiano (Montefalco, n. 1951)
- Franco Cortinovis, ex ciclista su strada italiano (Milano, n. 1945)
- Franco Cribiori, ex ciclista su strada, pistard e dirigente sportivo italiano (Milano, n. 1939)
- Franco Fanti, ciclista su strada italiano (Colorina, n. 1924 - Cantù, † 2007)
- Franco Franchi, ciclista su strada italiano (Poggio Morello, n. 1923 - Alba Adriatica, † 2018)
- Franco Gandini, ex ciclista su strada e pistard italiano (San Lazzaro di Parma, n. 1936)
- Franco Giacchero, ciclista su strada italiano (Ovada, n. 1925 - Novi Ligure, † 2012)
- Franco Lotti, ex ciclista su strada italiano (Pontassieve, n. 1939)
- Franco Magnani, ex ciclista su strada italiano (Cesena, n. 1938)
- Franco Mori, ex ciclista su strada italiano (Minerbe, n. 1944)
- Franco Ongarato, ex ciclista su strada italiano (Padova, n. 1949)
- Franco Vona, ex ciclista su strada e dirigente sportivo italiano (Ripi, n. 1964)

## Ciclocrossisti(1)
- Franco Vagneur, ex ciclocrossista italiano (Aosta, n. 1944)

## Clarinettisti(1)
- Franco Bergamini, clarinettista italiano (Santa Sofia, n. 1933 - Galeata, † 2009)

## Comici(2)
- Bombolo, comico, attore e cabarettista italiano (Roma, n. 1931 - Roma, † 1987)
- Franco Neri, comico, cabarettista e attore italiano (Torino, n. 1963)

## Compositori(23)
- Franco Alfano, compositore italiano (Napoli, n. 1875 - Sanremo, † 1954)
- Franco Bixio, compositore italiano (Roma, n. 1950)
- Franco Casavola, compositore, direttore d'orchestra e critico d'arte italiano (Modugno, n. 1891 - Bari, † 1955)
- Franco Cesarini, compositore, flautista e direttore d'orchestra svizzero (Bellinzona, n. 1961)
- Franco D'Achiardi, compositore italiano (n. 1900 - † 1980)
- Franco Donatoni, compositore italiano (Verona, n. 1927 - Milano, † 2000)
- Franco Eco, compositore, produttore discografico e regista teatrale italiano (Crotone, n. 1984)
- Franco Evangelisti, compositore italiano (Roma, n. 1926 - Roma, † 1980)
- Franco Floris, compositore italiano (Cagliari, n. 1906 - Firenze, † 1998)
- Franco Reitano, compositore e paroliere italiano (Fiumara, n. 1942 - Milano, † 2012)
- Franco Langella, compositore e direttore d'orchestra italiano (Castellammare di Stabia, n. 1906 - Napoli, † 1971)
- Franco Mannino, compositore, pianista e direttore d'orchestra italiano (Palermo, n. 1924 - Roma, † 2005)
- Franco Margola, compositore italiano (Orzinuovi, n. 1908 - Nave, † 1992)
- Franco Micalizzi, compositore, direttore d'orchestra e musicista italiano (Roma, n. 1939)
- Franco Morgia, compositore e cantautore italiano (Mascali, n. 1952)
- Franco Oppo, compositore italiano (Nuoro, n. 1935 - Cagliari, † 2016)
- Franco Piersanti, compositore e direttore d'orchestra italiano (Roma, n. 1950)
- Franco Pisano, compositore, direttore d'orchestra e chitarrista italiano (Cagliari, n. 1922 - Roma, † 1977)
- Franco Potenza, compositore, musicologo e direttore d'orchestra italiano (Roma, n. 1922 - Roma, † 2011)
- Franco Salina, compositore, direttore d'orchestra e arrangiatore italiano (Milano, n. 1922 - † 1996)
- Franco Vittadini, compositore e direttore d'orchestra italiano (Pavia, n. 1884 - Pavia, † 1948)
- Franco Zauli, compositore, paroliere e pianista italiano (Roma, n. 1923 - Roma, † 2006)
- Franco Zulian, compositore e polistrumentista italiano (Roma, n. 1953)

## Contrabbassisti(1)
- Franco Petracchi, contrabbassista e compositore italiano (Pistoia, n. 1937)

## Controtenori(1)
- Franco Fagioli, controtenore argentino (San Miguel de Tucumán, n. 1981)

## Criminali(3)
- Franco Giuseppucci, criminale italiano (Roma, n. 1947 - Roma, † 1980)
- Franco Nicolini, criminale italiano (Roma, n. 1935 - Roma, † 1978)
- Franco Percoco, criminale italiano (Bari, n. 1930 - Torino, † 2001)

## Criminologi(1)
- Franco Ferracuti, criminologo, psicologo e psichiatra forense italiano (Montottone, n. 1927 - Roma, † 1992)

## Critici cinematografici(2)
- Franco Grattarola, critico cinematografico italiano (Bari, n. 1963)
- Franco Rossetti, critico cinematografico, sceneggiatore e produttore cinematografico italiano (Siena, n. 1930 - Roma, † 2018)

## Critici d'arte(2)
- Franco Barbieri, critico d'arte italiano (Vicenza, n. 1922 - Vicenza, † 2016)
- Franco Sborgi, critico d'arte italiano (Novi Ligure, n. 1944 - Genova, † 2013)

## Critici letterari(6)
- Franco Brioschi, critico letterario e italianista italiano (Borgoratto Mormorolo, n. 1945 - Garbagnate Milanese, † 2005)
- Franco Lanza, critico letterario italiano (Chioggia, n. 1926 - Roma, † 2007)
- Franco Marenco, critico letterario e anglista italiano (Torino, n. 1935)
- Franco Marucci, critico letterario, traduttore e romanziere italiano (Reggio Emilia, n. 1949)
- Franco Moretti, critico letterario e saggista italiano (Sondrio, n. 1950)
- Franco Simone, critico letterario italiano (Poirino, n. 1913 - Torino, † 1976)

## Critici musicali(2)
- Franco Abbiati, critico musicale italiano (Verdello, n. 1898 - Bergamo, † 1981)
- Franco Fayenz, critico musicale, musicologo e giornalista italiano (Padova, n. 1930 - Milano, † 2022)

## Culturisti(1)
- Franco Malè, culturista italiano (Viterbo, n. 1961)

## Cuochi(1)
- Franco Pepe, cuoco italiano (Caiazzo, n. 1963)

## Danzatori(2)
- Franco Estil, ballerino e coreografo italiano (Torino, n. 1934 - Roma, † 1998)
- Franco Miseria, ballerino e coreografo italiano (Marsciano, n. 1949)

## Designer(4)
- Franco Balan, designer italiano (Aosta, n. 1934 - Aosta, † 2013)
- Franco Bassi, designer italiano (Milano, n. 1920 - Milano, † 2006)
- Franco Martinengo, designer e pittore italiano (Torino, n. 1910 - Torino, † 2001)
- Franco Poli, designer italiano (Padova, n. 1950)

## Diplomatici(2)
- Franco Gazzera, diplomatico italiano (Bene Vagienna, n. 1912 - Gondar, † 1939)
- Franco Montanari, diplomatico italiano (Vibo Valentia, n. 1905 - Venezia, † 1973)

## Direttori artistici(1)
- Franco Calandrini, direttore artistico, produttore cinematografico e scrittore italiano (Ravenna, n. 1961)

## Direttori d'orchestra(4)
- Franco Caracciolo, direttore d'orchestra italiano (Bari, n. 1920 - Napoli, † 1999)
- Franco Faccio, direttore d'orchestra e compositore italiano (Verona, n. 1840 - Monza, † 1891)
- Franco Ferrara, direttore d'orchestra e compositore italiano (Palermo, n. 1911 - Firenze, † 1985)
- Franco Ghione, direttore d'orchestra e compositore italiano (Acqui Terme, n. 1886 - Roma, † 1964)

## Direttori della fotografia(4)
- Franco Delli Colli, direttore della fotografia italiano (Roma, n. 1929 - Roma, † 2004)
- Franco Di Giacomo, direttore della fotografia italiano (Amatrice, n. 1932 - Roma, † 2016)
- Franco Pesce, direttore della fotografia e attore italiano (Napoli, n. 1890 - Roma, † 1975)
- Franco Villa, direttore della fotografia italiano (Roma, † 2009)

## Direttori teatrali(1)
- Franco Zampari, direttore teatrale, produttore teatrale e produttore cinematografico italiano (Napoli, n. 1898 - San Paolo, † 1966)

## Dirigenti d'azienda(2)
- Franco Debenedetti, dirigente d'azienda, imprenditore e politico italiano (Torino, n. 1933)
- Franco Nobili, manager e imprenditore italiano (Roma, n. 1925 - Roma, † 2008)

## Dirigenti pubblici(1)
- Franco Iseppi, dirigente pubblico, produttore televisivo e autore televisivo italiano (Milano, n. 1939)

## Dirigenti sportivi(18)
- Franco Baldini, dirigente sportivo e ex calciatore italiano (Reggello, n. 1960)
- Franco Baraldi, dirigente sportivo e rugbista a 15 italiano (Moglia, n. 1953)
- Franco Brienza, dirigente sportivo e ex calciatore italiano (Cantù, n. 1979)
- Franco Capelletti, dirigente sportivo italiano (Iseo, n. 1938)
- Franco Carraro, dirigente sportivo, politico e ex sciatore nautico italiano (Padova, n. 1939)
- Franco De Falco, dirigente sportivo, allenatore di calcio e ex calciatore italiano (Pomigliano d'Arco, n. 1959)
- Franco Ferrari, dirigente sportivo, allenatore di calcio e calciatore italiano (Genova, n. 1946 - Genova, † 2016)
- Franco Gozzi, dirigente sportivo italiano (Modena, n. 1932 - Modena, † 2013)
- Franco Jurlano, dirigente sportivo italiano (Lecce, n. 1928 - Lecce, † 2007)
- Franco Landri, dirigente sportivo e calciatore italiano (Romans d'Isonzo, n. 1939 - Romans d'Isonzo, † 2013)
- Franco Mealli, dirigente sportivo italiano
- Franco Nanni, dirigente sportivo, allenatore di calcio e ex calciatore italiano (Pisa, n. 1948)
- Franco Navarro, dirigente sportivo, allenatore di calcio e ex calciatore peruviano (Lima, n. 1961)
- Franco Peccenini, dirigente sportivo e ex calciatore italiano (Palestrina, n. 1953)
- Franco Pedrazzini, dirigente sportivo italiano (n. 1936 - † 2010)
- Franco Pellizotti, dirigente sportivo e ex ciclista su strada italiano (Latisana, n. 1978)
- Franco Vignola, dirigente sportivo, allenatore di calcio e ex calciatore francese (Strasburgo, n. 1966)
- Franco Zuculini, dirigente sportivo e ex calciatore argentino (La Rioja, n. 1990)

## Discoboli(1)
- Franco Grossi, ex discobolo italiano (Serravalle Pistoiese, n. 1939)

## Doppiatori(3)
- Franco Morgan, doppiatore italiano (Castellanza, n. 1930 - Milano, † 2010)
- Franco Latini, doppiatore, direttore del doppiaggio e attore italiano (Pomezia, n. 1927 - Roma, † 1991)
- Franco Zucca, doppiatore, attore teatrale e direttore del doppiaggio italiano (Trieste, n. 1952 - Trieste, † 2022)

## Drammaturghi(2)
- Franco Monicelli, drammaturgo, giornalista e sceneggiatore italiano (Ostiglia, n. 1912 - Roma, † 1977)
- Franco Scaldati, drammaturgo, attore e regista italiano (Montelepre, n. 1943 - Palermo, † 2013)

## Economisti(2)
- Franco Archibugi, economista e urbanista italiano (Roma, n. 1926 - Roma, † 2020)
- Franco Modigliani, economista italiano (Roma, n. 1918 - Cambridge, † 2003)

## Editori(1)
- Franco Cosimo Panini, editore italiano (Maranello, n. 1931 - Modena, † 2007)

## Ematologi(1)
- Franco Mandelli, ematologo italiano (Bergamo, n. 1931 - Roma, † 2018)

## Enigmisti(1)
- Franco Bosio, enigmista italiano (Torino, n. 1954)

## Etnomusicologi(1)
- Franco Coggiola, etnomusicologo e archivista italiano (Asti, n. 1939 - Asti, † 1996)

## Fantini(1)
- Franco Casu, fantino italiano (Oristano, n. 1969)

## Filologi(4)
- Franco Maltomini, filologo classico, grecista e papirologo italiano (Piombino, n. 1946)
- Franco Mancini, filologo e bibliotecario italiano (Agello, n. 1921 - Perugia, † 2008)
- Franco Mosino, filologo e grecista italiano (Reggio Calabria, n. 1932 - Reggio Calabria, † 2015)
- Franco Munari, filologo classico e traduttore italiano (Pernumia, n. 1920 - Berlino, † 1995)

## Filosofi(6)
- Franco Bolelli, filosofo e saggista italiano (Milano, n. 1950 - Milano, † 2020)
- Franco Lombardi, filosofo italiano (Napoli, n. 1906 - Roma, † 1989)
- Franco Rella, filosofo italiano (Rovereto, n. 1944 - Rovereto, † 2023)
- Franco Ricordi, filosofo e attore italiano (Milano, n. 1958)
- Franco Spisani, filosofo italiano (Ferrara, n. 1934 - Bologna, † 2007)
- Franco Volpi, filosofo e storico della filosofia italiano (Vicenza, n. 1952 - Vicenza, † 2009)

## Fisici(3)
- Franco Prodi, fisico italiano (Reggio Emilia, n. 1941)
- Franco Rasetti, fisico, paleontologo e botanico italiano (Pozzuolo Umbro, n. 1901 - Waremme, † 2001)
- Franco Selleri, fisico italiano (Bologna, n. 1936 - † 2013)

## Fisiologi(1)
- Franco Magni, fisiologo italiano (Volterra, n. 1930 - Perugia, † 2005)

## Fondisti(2)
- Franco Dal Farra, fondista e canottiere argentino (San Carlos de Bariloche, n. 2000)
- Franco Manfroi, fondista italiano (Canale d'Agordo, n. 1939 - Belluno, † 2005)

## Fotografi(7)
- Franco Carlisi, fotografo italiano (Grotte, n. 1963)
- Franco Donaggio, fotografo italiano (Chioggia, n. 1958)
- Franco Fontana, fotografo, fotoreporter e scrittore italiano (Modena, n. 1933)
- Franco Pinna, fotografo italiano (La Maddalena, n. 1925 - Roma, † 1978)
- Franco Rubartelli, fotografo e regista italiano (Firenze, n. 1937)
- Franco Sortini, fotografo italiano (Capua, n. 1958)
- Franco Zecchin, fotografo e fotoreporter italiano (Milano, n. 1953)

## Fumettisti(13)
- Franco Aloisi, fumettista e doppiatore italiano (Genova, n. 1934)
- Franco Bignotti, fumettista italiano (Cellatica, n. 1930 - Milano, † 1991)
- Bonvi, fumettista italiano (Modena, n. 1941 - Bologna, † 1995)
- Franco Bruna, fumettista e illustratore italiano (Torino, n. 1935 - Cuneo, † 2014)
- Franco Caprioli, fumettista e pittore italiano (Mompeo, n. 1912 - Roma, † 1974)
- Franco Devescovi, fumettista italiano (Trieste, n. 1943)
- Franco Donatelli, fumettista e illustratore italiano (Alessandria, n. 1925 - Milano, † 1995)
- Franco Oneta, fumettista italiano (Casalbuttano, n. 1934 - Castiglione delle Stiviere, † 2016)
- Franco Origone, fumettista e illustratore italiano (Genova, n. 1950 - Genova, † 2014)
- Franco Paludetti, fumettista e illustratore italiano (Milano, n. 1924 - Milano, † 2008)
- Franco Saudelli, fumettista italiano (Latina, n. 1952)
- Franco Urru, fumettista italiano (Roma, n. 1960 - Roma, † 2012)
- Franco Valussi, fumettista italiano (Trieste, n. 1962)

## Funzionari(2)
- Franco Bezzi, funzionario italiano (La Spezia, n. 1917 - Roma, † 2000)
- Franco Gabrielli, prefetto, dirigente pubblico e poliziotto italiano (Viareggio, n. 1960)

## Generali(4)
- Franco Angioni, generale e politico italiano (Civitavecchia, n. 1933)
- Franco Magnani, generale italiano (Mede, n. 1909 - Torino, † 1965)
- Franco Monticone, generale italiano (Asti, n. 1940 - Roma, † 2022)
- Franco Pisano, generale e aviatore italiano (Sassari, n. 1930 - Abano Terme, † 2018)

## Geografi(3)
- Franco Farinelli, geografo italiano (Ortona, n. 1948)
- Franco Juri, geografo, politico e diplomatico sloveno (Capodistria, n. 1956)
- Franco Salvatori, geografo italiano (Tagliacozzo, n. 1948)

## Ginnasti(2)
- Franco Menichelli, ex ginnasta e allenatore di ginnastica artistica italiano (Roma, n. 1941)
- Franco Tognini, ginnasta italiano (Monza, n. 1907 - Monza, † 1980)

## Giocatori di calcio a 5(1)
- Franco Albanesi, ex giocatore di calcio a 5 e allenatore di calcio a 5 italiano (Roma, n. 1962)

## Giocatori di curling(2)
- Franco Caldara, ex giocatore di curling italiano (Cortina d'Ampezzo, n. 1938)
- Franco Sovilla, giocatore di curling italiano (Venezia, n. 1957)

## Giocatori di football americano(1)
- Franco Harris, giocatore di football americano statunitense (Fort Dix, n. 1950 - Sewickley, † 2022)

## Giornalisti(32)
- Franco Alfano, giornalista italiano (Roma, n. 1940 - Roma, † 2016)
- Franco Bandini, giornalista italiano (Siena, n. 1921 - Colle di Val d'Elsa, † 2004)
- Franco Bechis, giornalista e opinionista italiano (Torino, n. 1962)
- Franco Bevilacqua, giornalista, grafico e illustratore italiano (Roma, n. 1937)
- Franco Bomprezzi, giornalista, scrittore e blogger italiano (Firenze, n. 1952 - Milano, † 2014)
- Franco Bonera, giornalista italiano (Milano, n. 1951)
- Franco Cangini, giornalista italiano (Pescara, n. 1934 - San Gimignano, † 2017)
- Franco Carlini, giornalista e saggista italiano (Genova, n. 1944 - Genova, † 2007)
- Franco Cicero, giornalista, critico cinematografico e saggista italiano (Messina, n. 1957)
- Franco Colletta, giornalista, scrittore e poeta italiano (Salice Salentino, n. 1926 - Roma, † 2017)
- Franco Colombo, giornalista e dirigente pubblico italiano (Napoli, n. 1931 - Roma, † 2002)
- Franco Cristofori, giornalista e scrittore italiano (Bologna, n. 1920 - Bologna, † 2003)
- Franco Cuomo, giornalista e scrittore italiano (Napoli, n. 1938 - Roma, † 2007)
- Franco Di Bella, giornalista e saggista italiano (Milano, n. 1927 - Milano, † 1997)
- Franco Escoffiér, giornalista e scrittore italiano (Cava dei Tirreni, n. 1930 - Trieste, † 1995)
- Franco Fava, giornalista, ex mezzofondista e siepista italiano (Roccasecca, n. 1952)
- Franco Ferrari, giornalista e scrittore italiano (Sondrio, n. 1929 - Roma, † 2000)
- Franco Fossati, giornalista, saggista e fumettista italiano (Voghera, n. 1946 - Monza, † 1996)
- Franco Giustolisi, giornalista italiano (Roma, n. 1925 - Roma, † 2014)
- Franco Holzer, giornalista e scrittore italiano (Padova, n. 1943 - Padova, † 2020)
- Franco Lauro, giornalista, conduttore televisivo e telecronista sportivo italiano (Roma, n. 1961 - Roma, † 2020)
- Franco Mimmi, giornalista e scrittore italiano (Bologna, n. 1942)
- Franco Moccagatta, giornalista italiano (Alessandria, n. 1926 - Milano, † 2003)
- Franco Monaco, giornalista e scrittore italiano (Spezzano della Sila, n. 1915 - Roma, † 2021)
- Franco Nicastro, giornalista e saggista italiano (Bivona, n. 1930 - Palermo, † 2023)
- Franco Nisi, giornalista, autore televisivo e conduttore radiofonico italiano (Milano, n. 1957 - Milano, † 2016)
- Franco Ottolenghi, giornalista e saggista italiano (Milano, n. 1936 - Milano, † 2024)
- Franco Rossi, giornalista italiano (Firenze, n. 1944 - Milano, † 2013)
- Franco Schipani, giornalista, critico musicale e autore televisivo italiano (Santa Caterina dello Ionio, n. 1953)
- Franco Siddi, giornalista e sindacalista italiano (Samassi, n. 1953)
- Franco Simongini, giornalista, critico d'arte e regista italiano (Roma, n. 1932 - Roma, † 1994)
- Franco Zuccalà, giornalista e scrittore italiano (Catania, n. 1940 - Milano, † 2023)

## Giuristi(9)
- Franco Anelli, giurista italiano (Piacenza, n. 1963 - Milano, † 2024)
- Franco Bricola, giurista italiano (Novi Ligure, n. 1934 - Parigi, † 1994)
- Franco Cipriani, giurista italiano (Bari, n. 1939 - Bari, † 2010)
- Franco Cordero, giurista e scrittore italiano (Cuneo, n. 1928 - Roma, † 2020)
- Franco Gallo, giurista italiano (Roma, n. 1937)
- Franco Levi, giurista italiano (Torino, n. 1937 - Champoluc, † 1980)
- Franco Modugno, giurista italiano (Roma, n. 1938)
- Franco Pierandrei, giurista italiano (Trento, n. 1914 - Sportinia, † 1962)
- Franco Gaetano Scoca, giurista italiano (Roma, n. 1935)

## Grecisti(2)
- Franco Ferrari, grecista e traduttore italiano (Milano, n. 1946 - Viareggio, † 2023)
- Franco Montanari, grecista e filologo classico italiano (Sannazzaro de' Burgondi, n. 1950)

## Hockeisti su ghiaccio(4)
- Franco Dell'Osta, ex hockeista su ghiaccio e allenatore di hockey su ghiaccio italiano (Cortina d'Ampezzo, n. 1965)
- Franco Narcisi, ex hockeista su ghiaccio canadese (Laval, n. 1983)
- Franco Rossi, hockeista su ghiaccio e dirigente sportivo italiano (Milano, n. 1916 - Alassio, † 2006)
- Franco Viale, hockeista su ghiaccio italiano (Bolzano, n. 1942 - Milano, † 2014)

## Hockeisti su pista(4)
- Franco Mora, ex hockeista su pista e allenatore di hockey su pista italiano (Mantova, n. 1936)
- Franco Platero, hockeista su pista argentino (San Juan, n. 1992)
- Franco Polverini, hockeista su pista e allenatore di hockey su pista italiano (Grosseto, n. 1973)
- Franco Vanzo, ex hockeista su pista e allenatore di hockey su pista italiano (Bassano del Grappa, n. 1961)

## Illustratori(4)
- Franco Brambilla, illustratore italiano (Milano, n. 1967)
- Franco Matticchio, illustratore e pittore italiano (Varese, n. 1957)
- Franco Mosca, illustratore e pittore italiano (Biella, n. 1910 - Milano, † 2003)
- Franco Putzolu, illustratore e disegnatore italiano (Serramanna, n. 1936 - San Gavino Monreale, † 2011)

## Imprenditori(12)
- Franco Baribbi, imprenditore e dirigente sportivo italiano (Brescia, n. 1942 - Gussago, † 2018)
- Franco Biondi Santi, imprenditore italiano (Montalcino, n. 1922 - † 2013)
- Franco D'Attoma, imprenditore e dirigente sportivo italiano (Conversano, n. 1923 - Perugia, † 1991)
- Franco Fanuzzi, imprenditore italiano (Taranto, n. 1922 - Roma, † 1974)
- Franco Ferraro, imprenditore italiano (Vercelli, n. 1940)
- Franco Gorgone, imprenditore italiano (Santa Maria di Licodia, n. 1908 - Roma, † 1975)
- Franco Luxardo, imprenditore, dirigente sportivo e ex schermidore italiano (Zara, n. 1936)
- Franco Marinotti, imprenditore e dirigente d'azienda italiano (Vittorio Veneto, n. 1891 - Milano, † 1966)
- Franco Massa, imprenditore italiano (Cocconato d'Asti, n. 1940 - Cocconato d'Asti, † 2023)
- Franco Moschini, imprenditore italiano (Macerata, n. 1934 - Tolentino, † 2025)
- Franco Polti, imprenditore italiano (San Pietro in Guarano, n. 1944)
- Franco Proto, imprenditore e dirigente sportivo italiano (Troina, n. 1953)

## Informatici(2)
- Franco Denoth, informatico italiano (Pietrasanta, n. 1935 - Livorno, † 2006)
- Franco Filippazzi, informatico e saggista italiano (n. 1926)

## Ingegneri(4)
- Franco Di Majo, ingegnere italiano (Torino, n. 1910 - Torino, † 2011)
- Franco Levi, ingegnere italiano (Torino, n. 1914 - Torino, † 2009)
- Franco Persiani, ingegnere italiano (Forlì, n. 1949 - Bologna, † 2015)
- Franco Tosi, ingegnere, imprenditore e politico italiano (Villa Cortese, n. 1850 - Legnano, † 1898)

## Insegnanti(1)
- Franco Braga, docente e politico italiano (Roma, n. 1943)

## Karateka(1)
- Franco Corbella, karateka, maestro di karate e dirigente sportivo italiano (Milano, n. 1943 - Cinisello Balsamo, † 2023)

## Latinisti(1)
- Franco Serpa, latinista, musicologo e germanista italiano (Roma, n. 1931 - Roma, † 2022)

## Letterati(1)
- Franco Sacchetti, letterato italiano (Ragusa di Dalmazia, n. 1332 - San Miniato, † 1400)

## Linguisti(2)
- Franco Fochi, linguista italiano (Parma, n. 1921 - Pisa, † 2007)
- Franco Lo Piparo, linguista italiano (Bagheria, n. 1946)

## Logici(1)
- Franco Burgersdijk, logico olandese (De Lier, n. 1590 - Leida, † 1635)

## Lottatori(1)
- Franco Benedetti, lottatore italiano (Faenza, n. 1932 - Faenza, † 2009)

## Mafiosi(2)
- Franco Pino, mafioso e collaboratore di giustizia italiano (Cosenza, n. 1952)
- Franco Coco Trovato, mafioso italiano (Marcedusa, n. 1947)

## Magistrati(4)
- Franco Bile, magistrato italiano (Napoli, n. 1929 - Roma, † 2022)
- Franco Ionta, magistrato italiano (Casale Monferrato, n. 1950)
- Franco Morozzo Della Rocca, magistrato italiano (n. 1927 - † 2018)
- Franco Roberti, ex magistrato e ex politico italiano (Napoli, n. 1947)

## Maratoneti(1)
- Franco Togni, maratoneta, fondista di corsa in montagna e triatleta italiano (Alzano Lombardo, n. 1960 - Carona, † 2016)

## Matematici(3)
- Franco Brezzi, matematico italiano (Vimercate, n. 1945)
- Franco Montagna, matematico e logico italiano (Broni, n. 1948 - Siena, † 2015)
- Franco Tricerri, matematico italiano (Vercelli, n. 1947 - Xian, † 1994)

## Medici(9)
- Franco Berrino, medico e epidemiologo italiano (Fornovo di Taro, n. 1944)
- Franco Bontadini, medico e calciatore italiano (Milano, n. 1893 - Milano, † 1943)
- Franco Fabbro, medico e neurologo italiano (Pozzuolo del Friuli, n. 1956)
- Franco Folli, medico italiano (Poppi, n. 1624 - Sansepolcro, † 1685)
- Franco Locatelli, medico italiano (Bergamo, n. 1960)
- Franco Mariano Mulas, medico e politico italiano (Fonni, n. 1942 - Nuoro, † 2023)
- Franco Patrignani, medico e politico italiano (Chieti, n. 1901 - Ancona, † 1978)
- Franco Rusticali, medico e politico italiano (Forlì, n. 1938 - Forlì, † 2015)
- Franco de Gironcoli, medico e poeta italiano (Gorizia, n. 1892 - Vienna, † 1979)

## Medievisti(1)
- Franco Cardini, medievista italiano (Firenze, n. 1940)

## Mezzofondisti(2)
- Franco Antonelli, mezzofondista italiano (Collazzone, n. 1934 - Torino, † 2022)
- Franco Boffi, mezzofondista e siepista italiano (Milano, n. 1958)

## Militari(16)
- Franco Bagna, militare italiano (Brescia, n. 1921 - Poggio Rusco, † 1945)
- Franco Balbis, militare e partigiano italiano (Torino, n. 1911 - Torino, † 1944)
- Franco Bordoni Bisleri, militare, aviatore e pilota automobilistico italiano (Milano, n. 1913 - Chiavari, † 1975)
- Franco Briolini, militare italiano (Albino, n. 1908 - Arnautowo, † 1943)
- Franco Fuschi, militare, agente segreto e serial killer italiano (Padova, n. 1945 - Alessandria, † 2009)
- Franco Lanfredi, ufficiale e aviatore italiano (Mantova, n. 1920 - Mantova, † 2009)
- Franco Lucchini, ufficiale e aviatore italiano (Roma, n. 1914 - Catania, † 1943)
- Franco Martelli, militare e partigiano italiano (Catania, n. 1911 - Pordenone, † 1944)
- Franco Martelli, militare italiano (Vinci, n. 1906 - Dembeguinà, † 1935)
- Franco Mezzadra, militare e marinaio italiano (Vignale Monferrato, n. 1918 - Sidi Bou Said, † 1943)
- Franco Michelini Tocci, militare italiano (Cagli, n. 1899 - Monte Grappa, † 1918)
- Franco Quarleri, militare e partigiano italiano (Voghera, n. 1920 - Voghera, † 1945)
- Franco Sampietro, militare italiano (Rapallo, n. 1917 - Quota 1828 di Monte Lofka, † 1940)
- Franco Storelli, militare e marinaio italiano (Gualdo Tadino, n. 1918 - Battaglia di Capo Bon, † 1941)
- Franco Tosoni Pittoni, militare italiano (Trieste, n. 1904 - Oceano Atlantico, † 1941)
- Franco Vellani Dionisi, militare e giornalista italiano (Bologna, n. 1905 - Kostenki, † 1942)

## Miniatori(2)
- Franco Bolognese, miniatore italiano
- Franco di Giovanni De Russi, miniatore italiano (Mantova)

## Monaci cristiani(1)
- Franco da Assergi, monaco cristiano italiano (Roio)

## Montatori(1)
- Franco Fraticelli, montatore italiano (Roma, n. 1928 - Roma, † 2012)

## Multiplisti(2)
- Franco Casiean, ex multiplista rumeno (Bucarest, n. 1986)
- Franco Sar, multiplista italiano (Arborea, n. 1933 - Monza, † 2018)

## Museologi(1)
- Franco Russoli, museologo, critico d'arte e storico dell'arte italiano (Firenze, n. 1923 - Milano, † 1977)

## Musicisti(13)
- Franco Bagutti, musicista e compositore italiano (Piacenza, n. 1943)
- Franco Brera, musicista, critico musicale e compositore italiano (Milano, n. 1951)
- Franco Caroni, musicista e direttore artistico italiano (Siena, n. 1949 - Follonica, † 2024)
- Franco Ceccarelli, musicista e produttore discografico italiano (Modena, n. 1942 - Modena, † 2012)
- Franco D'Aniello, musicista e flautista italiano (Forlì, n. 1962)
- Franco De Gemini, musicista, produttore discografico e compositore italiano (Ferrara, n. 1928 - Roma, † 2013)
- Franco Vito Gaiezza, musicista, compositore e scrittore italiano (Roma, n. 1962)
- Franco Godi, musicista, compositore e direttore d'orchestra italiano (Milano, n. 1940)
- Franco Li Causi, musicista e compositore italiano (Porto Empedocle, n. 1917 - Agrigento, † 1980)
- Franco Michele Napolitano, musicista italiano (Gaeta, n. 1887 - Napoli, † 1960)
- Franco Nebbia, musicista, conduttore radiofonico e attore italiano (Roma, n. 1927 - Trieste, † 1984)
- Franco Silvestri, musicista italiano (San Mauro Castelverde, n. 1893 - Roma, † 1959)
- Franco Sorrenti, musicista e chitarrista italiano (Melito di Porto Salvo, n. 1941 - Giappone, † 2002)

## Musicologi(2)
- Franco Fabbri, musicologo, cantante e chitarrista italiano (San Paolo, n. 1949)
- Franco Carlo Ricci, musicologo italiano (Vittorito, n. 1937)

## Naturalisti(2)
- Franco Anelli, naturalista, geologo e speleologo italiano (Lodi, n. 1899 - Bari, † 1977)
- Franco Loja, naturalista, imprenditore e attivista italiano (Torino, n. 1974 - Barcellona, † 2017)

## Nobili(2)
- Franco I di Narbona, nobile franco
- Franco II di Narbona, nobile franco

## Nuotatori(2)
- Franco Del Campo, ex nuotatore e giornalista italiano (Trieste, n. 1949)
- Franco Rossi, nuotatore, schermidore e tennistavolista italiano (Narni, n. 1934 - † 2001)

## Oncologi(1)
- Franco Pannuti, oncologo italiano (Bologna, n. 1932 - Bologna, † 2018)

## Organisti(1)
- Franco Paturzo, organista, compositore e storico italiano (Arezzo, n. 1960 - Siena, † 2013)

## Orientalisti(1)
- Franco Mazzei, orientalista italiano (Vernole, n. 1939 - Bruxelles, † 2022)

## Ornitologi(1)
- Franco Andrea Bonelli, ornitologo e entomologo italiano (Cuneo, n. 1784 - Torino, † 1830)

## Pallanuotisti(1)
- Franco Lavoratori, pallanuotista italiano (Recco, n. 1941 - Genova, † 2006)

## Pallavolisti(1)
- Franco Paese, pallavolista brasiliano (Bento Gonçalves, n. 1990)

## Pallonisti(1)
- Franco Balestra, pallonista italiano (Prelà, n. 1924 - Imperia, † 2011)

## Parolieri(3)
- Franco Ciani, paroliere, produttore discografico e cantautore italiano (Bologna, n. 1957 - Fidenza, † 2020)
- Franco Clivio, paroliere e scrittore italiano (Cremona, n. 1935 - Torino, † 2016)
- Franco Torti, paroliere e autore televisivo italiano (Spello, n. 1927 - Roma, † 1992)

## Partigiani(11)
- Franco Anselmi, partigiano italiano (Milano, n. 1915 - Casteggio, † 1945)
- Franco Berlanda, partigiano, architetto e urbanista italiano (Trento, n. 1921 - Torino, † 2019)
- Franco Calamandrei, partigiano, giornalista e politico italiano (Firenze, n. 1917 - Roma, † 1982)
- Franco Centro, partigiano italiano (Bastia Mondovì, n. 1930 - Benevello, † 1945)
- Franco Cesana, partigiano italiano (Mantova, n. 1931 - Pescarola, † 1944)
- Franco Cetrelli, partigiano italiano (La Spezia, n. 1930 - Mauthausen, † 1945)
- Franco Ferri, partigiano e politico italiano (Roma, n. 1922 - Roma, † 1993)
- Franco Fontana, partigiano italiano (Camugnano, n. 1929 - Bologna, † 2024)
- Franco Ghiglia, partigiano italiano (Imperia, n. 1926 - Pontedassio, † 1945)
- Franco Nicolazzi, partigiano e politico italiano (Gattico, n. 1924 - Arona, † 2015)
- Franco Volonté, partigiano, sindacalista e operaio italiano (Milano, n. 1912 - Milano, † 1977)

## Patrioti(1)
- Franco Palombaro, patriota italiano (n. 1824 - Montalto di Castro, † 1862)

## Pedagogisti(3)
- Franco Bertoldi, pedagogista italiano (San Candido, n. 1920 - Trento, † 2005)
- Franco Blezza, pedagogista italiano (Trieste, n. 1951)
- Franco Frabboni, pedagogista e saggista italiano (Bologna, n. 1935 - Bologna, † 2024)

## Pediatri(1)
- Franco Panizon, pediatra italiano (Trieste, n. 1925 - Trieste, † 2012)

## Pentatleti(1)
- Franco Orgera, pentatleta italiano (Napoli, n. 1908 - † 1979)

## Pianisti(4)
- Franco Sartori, pianista e compositore italiano (Levico Terme, n. 1892 - Borgo Valsugana, † 1965)
- Franco Scala, pianista italiano (Imola, n. 1937)
- Franco Trabucco, pianista italiano (Leivi, n. 1946)
- Franco Venturini, pianista, compositore e docente italiano (Forlimpopoli, n. 1977)

## Piloti automobilistici(6)
- Franco Colapinto, pilota automobilistico argentino (Pilar, n. 2003)
- Franco Cortese, pilota automobilistico italiano (Oggebbio, n. 1903 - Milano, † 1986)
- Franco Forini, pilota automobilistico svizzero (Muralto, n. 1958)
- Franco Mazzotti, pilota automobilistico, aviatore e nobile italiano (Rudiano, n. 1904 - Canale di Sicilia, † 1942)
- Franco Patria, pilota automobilistico e pilota di rally italiano (Torino, n. 1943 - Circuito di Montlhéry, † 1964)
- Franco Rol, pilota di Formula 1 italiano (Torino, n. 1908 - Rapallo, † 1977)

## Piloti motociclistici(4)
- Franco Battaini, pilota motociclistico italiano (Brescia, n. 1972)
- Franco Morbidelli, pilota motociclistico italiano (Roma, n. 1994)
- Franco Picco, pilota motociclistico italiano (Vicenza, n. 1955)
- Franco Uncini, pilota motociclistico italiano (Civitanova Marche, n. 1955)

## Pistard(2)
- Franco Marvulli, ex pistard e ciclista su strada svizzero (Zurigo, n. 1978)
- Franco Testa, pistard e ciclista su strada italiano (Padova, n. 1938 - Padova, † 2025)

## Pittori(22)
- Franco Anastasi, pittore italiano (Palermo, n. 1887 - Napoli, † 1964)
- Franco Angeli, pittore italiano (Roma, n. 1935 - Roma, † 1988)
- Franco Asinari, pittore e incisore italiano (Pomponesco, n. 1916 - Milano, † 2007)
- Franco Bemporad, pittore e sceneggiatore italiano (Firenze, n. 1926 - Marciano della Chiana, † 1989)
- Franco Berdini, pittore e scultore italiano (Roma, n. 1941 - Roma, † 2011)
- Franco Dacquati, pittore e scultore italiano (Milano, n. 1910 - Milano, † 1988)
- Franco e Filippolo de Veris, pittore e miniatore italiano (Milano)
- Franco Ferlenga, pittore, scultore e architetto italiano (Castiglione delle Stiviere, n. 1916 - Castiglione delle Stiviere, † 2004)
- Franco Fortunato, pittore e incisore italiano (Roma, n. 1946)
- Franco Gentilini, pittore italiano (Faenza, n. 1909 - Roma, † 1981)
- Franco Lastraioli, pittore italiano (Firenze, n. 1931)
- Franco Messina, pittore italiano (Cavarzere, n. 1946)
- Franco Miele, pittore e critico d'arte italiano (Formia, n. 1924 - Roma, † 1983)
- Franco Mulas, pittore italiano (Roma, n. 1938 - Roma, † 2023)
- Franco Murer, pittore e scultore italiano (Falcade, n. 1952)
- Franco Nonnis, pittore e scenografo italiano (Roma, n. 1925 - Roma, † 1991)
- Franco Palumbo, pittore italiano (Napoli, n. 1926 - † 1969)
- Franco dei Russi, pittore italiano (Mantova)
- Franco Floriano Salani, pittore italiano (Ferrara, n. 1923 - Pontelagoscuro, † 1993)
- Franco Salvotti, pittore e scultore italiano (Brescia, n. 1916 - Milano, † 2001)
- Franco Sassi, pittore e incisore italiano (Alessandria, n. 1912 - Alessandria, † 1993)
- Franco d'Urso, pittore italiano (Catania, n. 1900 - Cagliari, † 1989)

## Poeti(12)
- Franco Arminio, poeta, scrittore e regista italiano (Bisaccia, n. 1960)
- Franco Beltrametti, poeta e scrittore svizzero (Locarno, n. 1937 - † 1995)
- Franco Berardelli, poeta italiano (Roma, n. 1908 - Roma, † 1932)
- Franco Buffoni, poeta, saggista e traduttore italiano (Gallarate, n. 1948)
- Franco Dionesalvi, poeta, giornalista e drammaturgo italiano (Cosenza, n. 1956 - Milano, † 2022)
- Franco Ferrara, poeta e esploratore italiano (Roma, n. 1935 - Roma, † 2014)
- Franco Fortini, poeta, saggista e critico letterario italiano (Firenze, n. 1917 - Milano, † 1994)
- Franco Manescalchi, poeta, saggista e giornalista italiano (Firenze, n. 1937 - Firenze, † 2023)
- Franco Manzoni, poeta italiano (Milano, n. 1957)
- Franco Marcoaldi, poeta e scrittore italiano (Guidonia Montecelio, n. 1955)
- Franco Matacotta, poeta e giornalista italiano (Fermo, n. 1916 - Genova, † 1978)
- Franco Scataglini, poeta e pittore italiano (Ancona, n. 1930 - Numana, † 1994)

## Poliziotti(1)
- Franco Corradi, carabiniere italiano (Morrea, n. 1943 - Fumane, † 1970)

## Presbiteri(2)
- Franco Barbero, presbitero italiano (Savigliano, n. 1939)
- Franco Manzi, presbitero, biblista e teologo italiano (Milano, n. 1966)

## Produttori cinematografici(4)
- Franco Ciferri, produttore cinematografico, sceneggiatore e regista italiano (Roma)
- Franco Committeri, produttore cinematografico italiano (Roma, n. 1924 - Roma, † 2001)
- Franco Palaggi, produttore cinematografico italiano (Roma, n. 1910 - Roma, † 1996)
- Franco Villani, produttore cinematografico italiano (Vicenza, n. 1918 - Roma, † 1965)

## Produttori teatrali(1)
- Franco Fontana, produttore teatrale italiano (Napoli, n. 1934)

## Progettisti(2)
- Franco Reggiani, progettista, designer e scultore italiano (Reggio nell'Emilia, n. 1926 - Reggio nell'Emilia, † 1991)
- Franco Sbarro, progettista e imprenditore italiano (Presicce, n. 1939)

## Psichiatri(2)
- Franco Basaglia, psichiatra e neurologo italiano (Venezia, n. 1924 - Venezia, † 1980)
- Franco Rotelli, psichiatra italiano (Casalmaggiore, n. 1942 - Trieste, † 2023)

## Psicoanalisti(1)
- Franco Fornari, psicoanalista e medico italiano (Rivergaro, n. 1921 - Milano, † 1985)

## Psicologi(1)
- Franco Vaccari, psicologo italiano (Arezzo, n. 1952)

## Pugili(6)
- Franco Brondi, pugile italiano (Livorno, n. 1936 - Livorno, † 2010)
- Franco Cherchi, ex pugile e allenatore di pugilato italiano (Portoscuso, n. 1958)
- Franco Nenci, pugile italiano (Livorno, n. 1935 - Livorno, † 2020)
- Franco Udella, ex pugile italiano (Cagliari, n. 1947)
- Franco Valle, pugile italiano (Genova, n. 1940 - Genova, † 2003)
- Franco Zurlo, pugile italiano (Brindisi, n. 1940 - Brindisi, † 2018)

## Registi(22)
- Franco Amurri, regista e sceneggiatore italiano (Roma, n. 1958)
- Franco Brocani, regista e sceneggiatore italiano (Murazzano, n. 1938 - † 2023)
- Franco Brusati, regista, sceneggiatore e commediografo italiano (Milano, n. 1922 - Roma, † 1993)
- Franco Castellano, regista e sceneggiatore italiano (Roma, n. 1925 - Roma, † 1999)
- Franco Dragone, regista e direttore teatrale italiano (Cairano, n. 1952 - Il Cairo, † 2022)
- Franco Giraldi, regista, sceneggiatore e critico cinematografico italiano (Comeno, n. 1931 - Trieste, † 2020)
- Franco Indovina, regista cinematografico italiano (Palermo, n. 1932 - Carini, † 1972)
- Franco Lattanzi, regista e sceneggiatore italiano (n. 1925 - † 2008)
- Franco Lo Cascio, regista italiano (Roma, n. 1946)
- Franco Marazzi, regista e giornalista svizzero (Lugano, n. 1925 - Lugano, † 2014)
- Franco Maresco, regista, sceneggiatore e montatore italiano (Palermo, n. 1958)
- Franco Marini, regista, attore e sceneggiatore italiano (Merano, n. 1935 - Merano, † 2014)
- Franco Montemurro, regista italiano (Napoli, n. 1920 - Roma, † 1992)
- Franco Piavoli, regista cinematografico italiano (Pozzolengo, n. 1933)
- Franco Prosperi, regista italiano (Roma, n. 1928)
- Franco Rossellini, regista, attore e produttore cinematografico italiano (Roma, n. 1935 - New York, † 1992)
- Franco Rossi, regista, sceneggiatore e direttore del doppiaggio italiano (Firenze, n. 1919 - Roma, † 2000)
- Franco Salvia, regista, sceneggiatore e produttore televisivo italiano (Monopoli, n. 1954)
- Franco Brogi Taviani, regista, sceneggiatore e scrittore italiano (Firenze, n. 1941)
- Franco Travaglio, regista e compositore italiano (Torino, n. 1972)
- Franco Venturini, regista, attore e sceneggiatore italiano (Roma, n. 1937 - Roma, † 2024)
- Franco Zeffirelli, regista, sceneggiatore e scenografo italiano (Firenze, n. 1923 - Roma, † 2019)

## Registi teatrali(4)
- Franco Di Ciaula, regista teatrale e regista italiano (Modugno, n. 1895 - Bari, † 1963)
- Franco Enriquez, regista teatrale e regista televisivo italiano (Firenze, n. 1927 - Ancona, † 1980)
- Franco Palmieri, regista teatrale e attore italiano (Forlì, n. 1955)
- Franco Ruffini, regista teatrale, drammaturgo e critico teatrale italiano (Macerata, n. 1939)

## Religiosi(1)
- Franco Lippi, religioso italiano (Siena, † 1291)

## Rugbisti a 15(9)
- Franco Bargelli, ex rugbista a 15 italiano (Frascati, n. 1954)
- Franco Berni, ex rugbista a 15 e allenatore di rugby a 15 italiano (Alessandria, n. 1965)
- Franco Bernini, ex rugbista a 15 e allenatore di rugby a 15 italiano (Parma, n. 1953)
- Franco Casellato, rugbista a 15 e dirigente sportivo italiano (Treviso, n. 1937 - Treviso, † 2010)
- Franco Cioni, ex rugbista a 15 e allenatore di rugby a 15 italiano (Roma, n. 1943)
- Franco Lamanna, rugbista a 15 uruguaiano (Montevideo, n. 1991)
- Franco Paganelli, ex rugbista a 15 e dirigente sportivo italiano (Roma, n. 1950)
- Franco Sbaraglini, rugbista a 15 e allenatore di rugby a 15 argentino (Mar del Plata, n. 1982)
- Franco Valier, rugbista a 15 e dirigente sportivo italiano (Venezia, n. 1942 - Padova, † 2016)

## Saggisti(4)
- Franco Antonicelli, saggista, poeta e antifascista italiano (Voghera, n. 1902 - Torino, † 1974)
- Franco Ballarini, saggista, economista e dirigente d'azienda italiano (Budrio, n. 1897 - Roma, † 1975)
- Franco Morganti, saggista italiano (Milano, n. 1931 - Milano, † 2020)
- Franco Quadri, saggista, traduttore e giornalista italiano (Milano, n. 1936 - Milano, † 2011)

## Sceneggiatori(7)
- Franco Arcalli, sceneggiatore, attore e montatore italiano (Roma, n. 1929 - Roma, † 1978)
- Franco Bernini, sceneggiatore e regista italiano (Viterbo, n. 1954)
- Franco Bracardi, sceneggiatore, musicista e attore italiano (Roma, n. 1935 - Roma, † 2005)
- Franco Cristaldi, sceneggiatore e produttore cinematografico italiano (Torino, n. 1924 - Monte Carlo, † 1992)
- Franco Ferrini, sceneggiatore e regista italiano (La Spezia, n. 1944)
- Franco Mercuri, sceneggiatore italiano (Roma, n. 1930 - Roma, † 1985)
- Franco Solinas, sceneggiatore e scrittore italiano (Cagliari, n. 1927 - Fregene, † 1982)

## Scenografi(7)
- Franco Bottari, scenografo, sceneggiatore e costumista italiano (Caserta, n. 1925 - Roma, † 1988)
- Franco Ceraolo, scenografo italiano (Cerveteri, n. 1955)
- Franco Fontana, scenografo italiano
- Franco Fumagalli, scenografo italiano
- Franco Laurenti, scenografo e costumista italiano (n. 1928 - † 1980)
- Franco Lolli, scenografo italiano (Lazise, n. 1910 - Roma, † 1966)
- Franco Velchi, scenografo italiano (Avellino, n. 1936 - Cergnago, † 2007)

## Schermidori(2)
- Franco Bertinetti, schermidore italiano (Vercelli, n. 1923 - Marsiglia, † 1995)
- Franco Riccardi, schermidore italiano (Milano, n. 1905 - San Colombano al Lambro, † 1968)

## Sciatori alpini(4)
- Franco Bieler, ex sciatore alpino italiano (Gressoney-Saint-Jean, n. 1950)
- Franco Cavegn, ex sciatore alpino svizzero (Vella, n. 1971)
- Franco Colturi, ex sciatore alpino italiano (Bormio, n. 1970)
- Franco Marconi, ex sciatore alpino italiano (Trento, n. 1953)

## Scrittori(23)
- Franco Alasia, scrittore italiano (Nole, n. 1927 - Cinisello Balsamo, † 2006)
- Franco Biondi, scrittore italiano (Forlì, n. 1947)
- Franco Cavallo, scrittore e poeta italiano (Marano di Napoli, n. 1929 - Cuma, † 2005)
- Franco Ciampitti, scrittore e giornalista italiano (Isernia, n. 1903 - Isernia, † 1988)
- Franco Cocco, scrittore italiano (Buddusò, n. 1935)
- Franco Cordelli, scrittore e critico teatrale italiano (Roma, n. 1943)
- Franco Enna, scrittore italiano (Castrogiovanni, n. 1921 - Lugano, † 1990)
- Franco Facchini, scrittore e poeta italiano (Bologna, n. 1951 - Bellinzona, † 2024)
- Franco Ferrucci, scrittore e traduttore italiano (Pisa, n. 1936 - New York, † 2010)
- Franco Forte, scrittore, sceneggiatore e giornalista italiano (Milano, n. 1962)
- Franco Galeone, scrittore e ebraista italiano (Fragagnano, n. 1943)
- Francisco Laguna Correa, scrittore, saggista e poeta argentino (Città del Messico, n. 1984)
- Franco Limardi, scrittore italiano (Roma, n. 1959)
- Franco Lucentini, scrittore e traduttore italiano (Roma, n. 1920 - Torino, † 2002)
- Franco Maldonato, scrittore e avvocato italiano (Maratea, n. 1958)
- Franco Palmieri, scrittore e giornalista italiano (Caserta, n. 1936)
- Franco Piccinelli, scrittore e giornalista italiano (Neive, n. 1933 - Alba, † 2014)
- Franco Prete, scrittore e poeta italiano (Treviso, n. 1933 - Venezia, † 2008)
- Franco Ricciardiello, scrittore italiano (Vercelli, n. 1961)
- Franco Scaglia, scrittore, giornalista e dirigente d'azienda italiano (Camogli, n. 1944 - Roma, † 2015)
- Franco Stelzer, scrittore e traduttore italiano (Trento, n. 1956)
- Franco Tagliafierro, scrittore italiano (Teramo, n. 1941 - Madrid, † 2024)
- Franco Vegliani, scrittore e giornalista italiano (Trieste, n. 1915 - Malcesine, † 1982)

## Scultori(3)
- Franco Asco, scultore italiano (Trieste, n. 1903 - Milano, † 1970)
- Franco Zazzeri, scultore italiano (Firenze, n. 1938)
- Franco d'Aspro, scultore italiano (Mondovì, n. 1911 - Cagliari, † 1995)

## Sindacalisti(3)
- Franco Bentivogli, sindacalista italiano (Forlì, n. 1935)
- Franco Imposimato, sindacalista italiano (Maddaloni, n. 1939 - Maddaloni, † 1983)
- Franco Marini, sindacalista e politico italiano (San Pio delle Camere, n. 1933 - Roma, † 2021)

## Sociologi(4)
- Franco Cassano, sociologo e politico italiano (Ancona, n. 1943 - Bari, † 2021)
- Franco Crespi, sociologo italiano (Crespi d'Adda, n. 1930 - Perugia, † 2022)
- Franco Ferrarotti, sociologo, scrittore e politico italiano (Palazzolo Vercellese, n. 1926 - Roma, † 2024)
- Franco Garelli, sociologo italiano (Bra, n. 1945)

## Sportivi(1)
- Franco Stupaczuk, sportivo argentino (Provincia del Chaco, n. 1996)

## Statistici(1)
- Franco Rodolfo Savorgnan, statistico italiano (Trieste, n. 1879 - Roma, † 1963)

## Stilisti(2)
- Franco Bertoli, stilista italiano (n. 1910 - † 1960)
- Franco Moschino, stilista e artista italiano (Abbiategrasso, n. 1950 - Annone di Brianza, † 1994)

## Storici(11)
- Franco Battistelli, storico e bibliotecario italiano (Fano, n. 1934 - Fano, † 2020)
- Franco Andrea Dal Pino, storico italiano (Viareggio, n. 1920 - Padova, † 2015)
- Franco De Felice, storico italiano (Benevento, n. 1937 - Roma, † 1997)
- Franco Della Peruta, storico italiano (Roma, n. 1924 - Milano, † 2012)
- Franco Gaeta, storico italiano (Venezia, n. 1926 - Roma, † 1984)
- Franco Polcri, storico e archivista italiano (Sansepolcro, n. 1938 - Arezzo, † 2022)
- Franco Rizzi, storico italiano (Avetrana, n. 1944 - Roma, † 2017)
- Franco Sartori, storico italiano (Crocetta del Montello, n. 1922 - Padova, † 2004)
- Franco Soresini, storico e scrittore italiano (Cremona, n. 1920 - Milano, † 2012)
- Franco Valsecchi, storico italiano (Milano, n. 1903 - Carate Brianza, † 1991)
- Franco Venturi, storico italiano (Roma, n. 1914 - Torino, † 1994)

## Storici dell'architettura(1)
- Franco Borsi, storico dell'architettura italiano (Firenze, n. 1925 - Roma, † 2008)

## Storici dell'arte(2)
- Franco Cagnetta, storico dell'arte, antropologo e etnologo italiano (Bari, n. 1926 - Roma, † 1999)
- Franco Mazzini, storico dell'arte italiano (Parabiago, n. 1919 - † 2003)

## Storici della filosofia(2)
- Franco Alessio, storico della filosofia italiano (Pavia, n. 1925 - Pavia, † 1999)
- Franco Fergnani, storico della filosofia e traduttore italiano (Milano, n. 1927 - Milano, † 2009)

## Storici della letteratura(2)
- Franco Brevini, storico della letteratura, critico letterario e saggista italiano (Milano, n. 1951)
- Franco Croce, storico della letteratura e critico letterario italiano (Genova, n. 1927 - Santhià, † 2004)

## Telecronisti sportivi(1)
- Franco Bragagna, telecronista sportivo italiano (Padova, n. 1959)

## Tennisti(2)
- Franco Agamenone, tennista argentino (Rio Cuarto, n. 1993)
- Franco Ferreiro, ex tennista brasiliano (Uruguaiana, n. 1984)

## Tenori(3)
- Franco Bonisolli, tenore italiano (Rovereto, n. 1938 - Monte Carlo, † 2003)
- Franco Corelli, tenore italiano (Ancona, n. 1921 - Milano, † 2003)
- Franco Lo Giudice, tenore italiano (Paternò, n. 1893 - Catania, † 1990)

## Terroristi(2)
- Franco Anselmi, terrorista italiano (Bologna, n. 1956 - Roma, † 1978)
- Franco Freda, terrorista italiano (Padova, n. 1941)

## Tiratori a segno(1)
- Franco Micheli, tiratore a segno italiano

## Tiratori a volo(1)
- Franco Bonato, tiratore a volo italiano (Bassano del Grappa, n. 1925 - Milano, † 2015)

## Trombettisti(1)
- Franco Ambrosetti, trombettista e compositore svizzero (Lugano, n. 1941)

## Tuffatori(2)
- Giorgio Cagnotto, ex tuffatore italiano (Torino, n. 1947)
- Franco Ferraris, tuffatore italiano (Napoli, n. 1919)

## Ultramaratoneti(1)
- Franco Zanotti, ultramaratoneta e fondista di corsa in montagna italiano (Bergamo, n. 1971)

## Velisti(3)
- Franco Cavallo, velista italiano (Napoli, n. 1932 - Napoli, † 2022)
- Franco Manzoli, velista italiano (Milano, n. 1956)
- Franco Zucchi, velista italiano (Napoli, n. 1917 - Genova, † 1996)

## Velocisti(4)
- Franco Galbiati, velocista italiano (Monza, n. 1938 - Lissone, † 2013)
- Franco Giongo, velocista italiano (Bologna, n. 1891 - † 1981)
- Franco Leccese, velocista italiano (Condove, n. 1925 - Condove, † 1992)
- Franco Reyser, velocista e dirigente sportivo italiano (Londra, n. 1904 - Paderno Dugnano, † 2003)

## Vescovi cattolici(6)
- Franco Agnesi, vescovo cattolico italiano (Milano, n. 1950)
- Franco Agostinelli, vescovo cattolico italiano (Arezzo, n. 1944)
- Franco Giulio Brambilla, vescovo cattolico e teologo italiano (Missaglia, n. 1949)
- Franco Gualdrini, vescovo cattolico italiano (Faenza, n. 1923 - Terni, † 2010)
- Franco Lovignana, vescovo cattolico italiano (Aosta, n. 1957)
- Franco Sibilla, vescovo cattolico italiano (Torino, n. 1923 - Genova, † 2008)

## Violinisti(5)
- Franco Claudio Ferrari, violinista italiano (Alessandria, n. 1918 - Verona, † 1995)
- Franco Gulli, violinista italiano (Trieste, n. 1926 - Bloomington, † 2001)
- Ferrer Rossi, violinista e compositore italiano (Cesenatico, n. 1910 - † 1986)
- Franco Tamponi, violinista e direttore d'orchestra italiano (Modane, n. 1925 - † 2010)
- Franco Tufari, violinista italiano (Napoli, n. 1884 - Milano, † 1960)

## Violoncellisti(1)
- Franco Rossi, violoncellista italiano (Venezia, n. 1921 - Firenze, † 2006)

## Zoologi(1)
- Franco Andreone, zoologo e erpetologo italiano (Torino, n. 1961)

## Senza attività specificata(7)
- Franco Barberi, vulcanologo e politico italiano (Pietrasanta, n. 1938)
- Franco Bonisoli, ex brigatista italiano (Reggio Emilia, n. 1955)
- Franco Donna, ex tiratore a segno italiano (n. 1943)
- Franco Grignani, grafico e artista italiano (Pieve Porto Morone, n. 1908 - Milano, † 1999)
- Franco Properzi, allenatore di rugby a 15 e ex rugbista a 15 italiano (Dehradun, n. 1965)
- Franco Maria Ricci, grafico, editore e designer italiano (Parma, n. 1937 - Fontanellato, † 2020)
- Franco Tedeschi, italiano (Torino, n. 1922 - Mauthausen, † 1945)